# Colibrí presumit crestanegre
El colibrí presumit crestanegre (Lophornis helenae) és una espècie d'ocell de la família dels troquílids (Trochilidae) que habita zones semiobertes i terres de conreu des de Mèxic meridional cap al sud, fins l'est de Costa Rica.